# Massay
Massay – miejscowość i gmina we Francji, w Regionie Centralnym, w departamencie Cher.
Według danych na rok 1990 gminę zamieszkiwały 1354 osoby, a gęstość zaludnienia wynosiła 28 osób/km² (wśród 1842 gmin Regionu Centralnego Massay plasuje się na 294. miejscu pod względem liczby ludności, natomiast pod względem powierzchni na miejscu 95.).